# تفاف بحري
التِفاف البحري  أو  اللبينة نوع نباتي يتبع جنس التِفاف من الفصيلة النجمية.

## البيئة والانتشار
موطنه مناطق الوطن العربي المتوسطية وغرب المتوسط.

## مرادفات للاسم العلمي
- (باللاتينية: Sonchus arvensis subsp. maritimus (L.) P. Fourn.)
- (باللاتينية: Sonchus vulgaris subsp. maritimus (L.) Rouy)
- (باللاتينية: Sonchus hieracioides Willk.)
- (باللاتينية: Sonchus littoralis Rchb.)